# Sogny-aux-Moulins
Sogny-aux-Moulins ist eine französische Gemeinde mit 110 Einwohnern (Stand: 1. Januar 2022) im Département Marne in der Region Grand Est (vor 2016: Champagne-Ardenne). Die Gemeinde gehört zum Arrondissement Châlons-en-Champagne und zum Kanton Châlons-en-Champagne-3. 

## Geographie
Sogny-aux-Moulins liegt etwa acht Kilometer südsüdöstlich des Stadtzentrums von Châlons-en-Champagne am Fluss Marne. Umgeben wird Sogny-aux-Moulins von den Nachbargemeinden Sarry im Norden, Moncetz-Longevas und Chepy im Osten, Mairy-sur-Marne im Süden sowie Écury-sur-Coole im Westen und Nordwesten.

## Bevölkerungsentwicklung
| Jahr                       | 1962 | 1968 | 1975 | 1982 | 1990 | 1999 | 2006 | 2011 | 2018 |
| Einwohner                  | 142  | 108  | 84   | 111  | 128  | 119  | 117  | 121  | 111  |
| Quellen: Cassini und INSEE |      |      |      |      |      |      |      |      |      |

## Sehenswürdigkeiten
- Kirche Saint-Pierre aus dem 12. Jahrhundert